# Sven Hönig
Sven Hönig (* 3. Februar 1977 in Bremen) ist ein deutscher Schauspieler.

## Leben
Sven Hönig wuchs in Bremen auf.
Er absolvierte von 1998 bis 2002 eine professionelle Schauspielausbildung an der Hochschule für Schauspielkunst Ernst Busch in Berlin. Seit 2002 wirkt er als Schauspieler vor der Kamera in bisher über 20 Film-und-Fernsehproduktionen mit. Er ist auch als Drehbuchautor tätig.
Als Bühnendarsteller wirkte Hönig in zahlreichen Theaterstücken mit, so auch an der Schaubühne am Lehniner Platz, am Maxim Gorki Theater, am Staatstheater Cottbus, am Staatstheater Braunschweig oder am Staatsschauspiel Dresden.
Sven Hönig lebt in Berlin. Neben seiner Muttersprache Deutsch spricht er auch fließend Englisch und Französisch.

## Filmografie
- 2002: Wolffs Revier (Fernsehserie, 1 Folge)
- 2003: Der Puppengräber
- 2004: Edel & Starck (Fernsehserie, 1 Folge)
- 2005: Willenbrock
- 2005: NVA
- 2008: Krabat
- 2008: Polizeiruf 110: Rosis Baby
- 2008: Sklaven und Herren
- 2009: Wickie und die starken Männer
- 2009: 12 Meter ohne Kopf
- 2009: Die Päpstin
- 2011: Countdown – Die Jagd beginnt (Fernsehserie, 1 Folge)
- 2011: Nacht ohne Morgen
- 2013: SOKO Wismar (Fernsehserie, 1 Folge)
- 2016: Alles Klara (Fernsehserie, 1 Folge)
- 2016: Ein starkes Team (Fernsehserie, 1 Folge)
- 2016: The First Avenger: Civil War
- 2018: Die Protokollantin (TV-Miniserie)
- 2019: O Beautiful Night
- 2023: Kruste (Kurzfilm)
- 2023: Franky Five Star

## Hörspiele (Auswahl)
- 2007: Stella Luncke, Josef Schäfers: American Overflow (Zehnteilige Hörspielfassung) – Regie: Nicht angegeben (Original-Hörspiel – SWR)
  - 2015: American Overflow (Einteilige Hörspielfassung) (Abspieldauer: 34'00 Minuten)
- 2019: Josef Maria Schäfers: Idylle (Erzähler alt) – Regie: Giuseppe Maio, Stella Luncke (Originalhörspiel – Deutschlandradio/WDR)

Quelle: ARD-Hörspieldatenbank